# BMW M Motorsport
Ne pas confondre avec BMW M, société filiale du Groupe BMW spécialisée dans la conception et la fabrication d'automobiles destinées au grand tourisme et à la compétition, à partir de modèles commercialisés par sa société mère.
BMW M Motorsport (anciennement BMW Motorsport) est le département compétition du constructeur automobile allemand BMW.

Ancien logo de BMW Motorsport

L'organisation en place depuis 2021 est le résultat de la fusion entre le département haute performance BMW M et le département consacré à la compétition en sport mécanique. 

## Historique

### Les années avant la Seconde Guerre mondiale

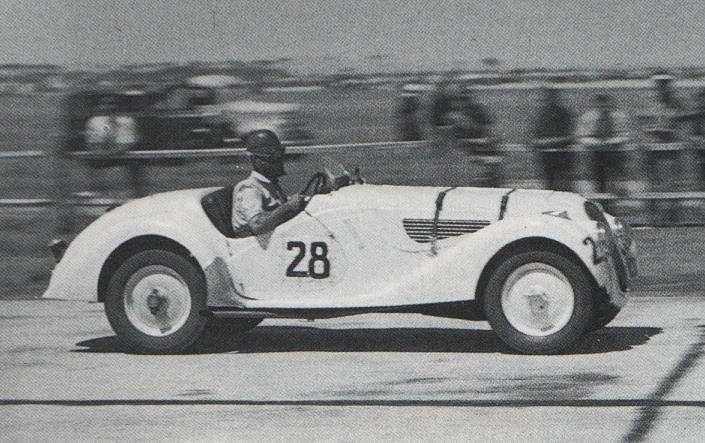
Frank Pratt sur BMW 328 en 1948.

Dans les années 1930, BMW s'implique avec succès dans les compétitions automobiles, et particulièrement dans la catégorie de voitures de tourisme. Grâce à la BMW 328, la marque bavaroise remporte le Rallye de Grande-Bretagne en 1939 ainsi que les Mille Miglia en 1940 et termine à la cinquième place des 24 Heures du Mans 1939. Le palmarès de BMW est toutefois éclipsé par les succès des « Flèches d'Argent » (Mercedes-Benz et Auto Union) en Grand Prix.

### Formule 1

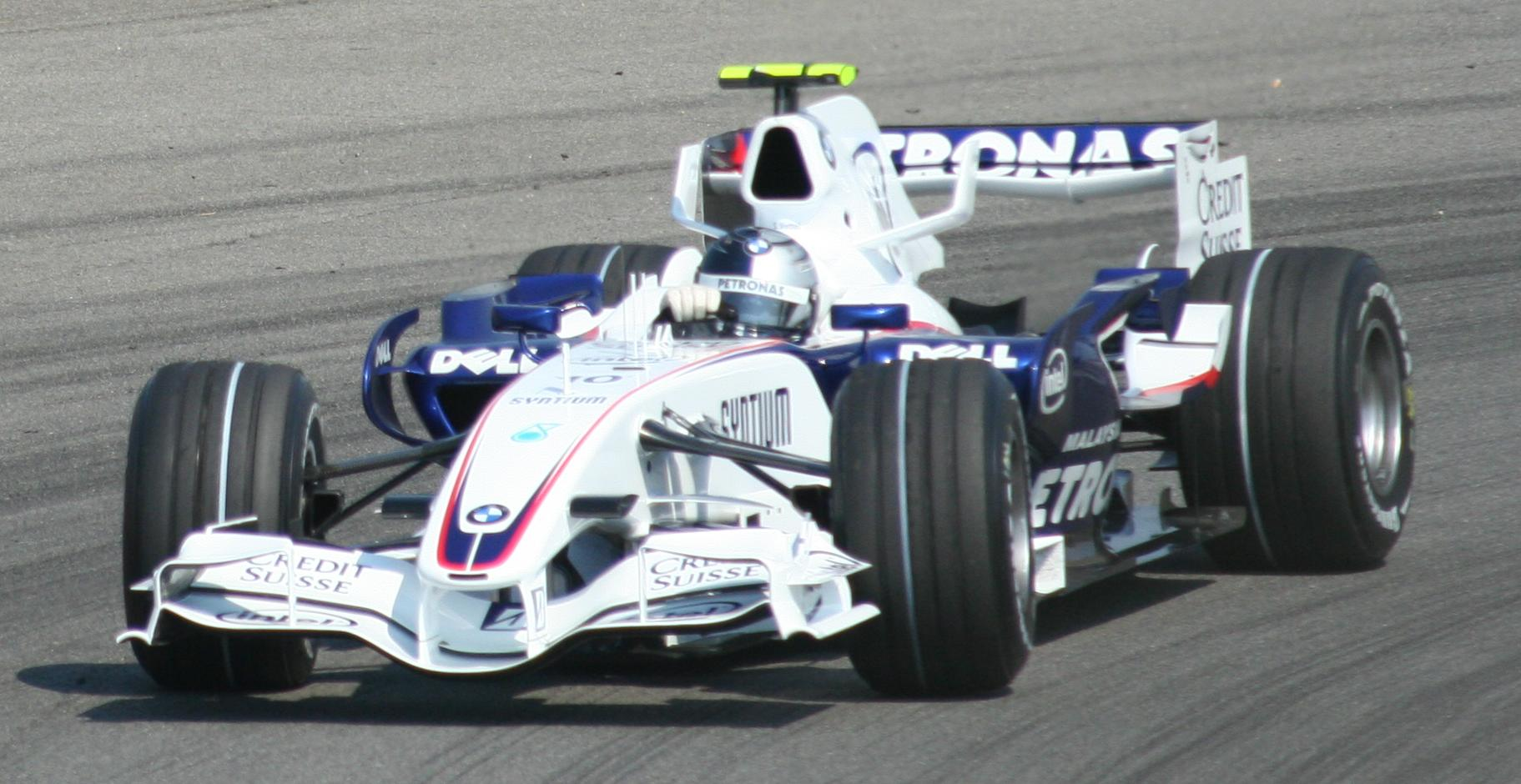
Sebastian Vettel sur la F1.07

BMW fait ses débuts en F1 dans les années 1950 de manière anonyme. Après une seconde tentative échouée à la fin des années 1960, BMW revient en F1 en 1982 avec un quatre-cylindres turbocompressé. Après une première victoire lors du Grand Prix du Canada 1982, la consécration arrive en 1983 lorsque BMW devient le premier motoriste de l'ère turbo à être sacré champion du monde, avec Nelson Piquet. Entre 1984 et 1986, le moteur TAG Porsche domine largement la discipline, BMW ne parvient pas à lutter avec ses équipes Brabham, Arrows et Benetton. Fin 1986, BMW se retire et confie le développement de ses moteurs à Megatron.
À partir de 1998, la marque met en place sa propre compétition de monoplace avec la création des Formules BMW destinées à la détection de futurs talents au sein des pilotes débutants ou issus du karting.
BMW effectue son retour en F1 en 2000, avec la prestigieuse équipe Williams, qui cherche un digne successeur à Renault. Alors que l'hiver est désastreux, semant le doute auprès des observateurs, la réponse de BMW ne tarde pas, avec une excellente première saison terminée à la troisième place. De 2001 à 2004, le moteur BMW est considéré comme le plus puissant du plateau, mais cela ne permet pas à Williams de lutter pour le titre, mais seulement pour des victoires. En 2005, Williams n'a toujours pas progressé, et BMW souhaite devenir propriétaire de son équipe. Franck Williams ne souhaitant pas vendre son équipe, BMW se tourne vers Sauber qu'il rachète à l'été 2005. En 2008 l'écurie remporta le grand prix du Canada avec Robert Kubica sous le nom de BMW Sauber F1 Team. BMW se retirera de la F1 fin 2009 à la suite d'une saison dite catastrophique.

### 24 Heures du Mans et Endurance

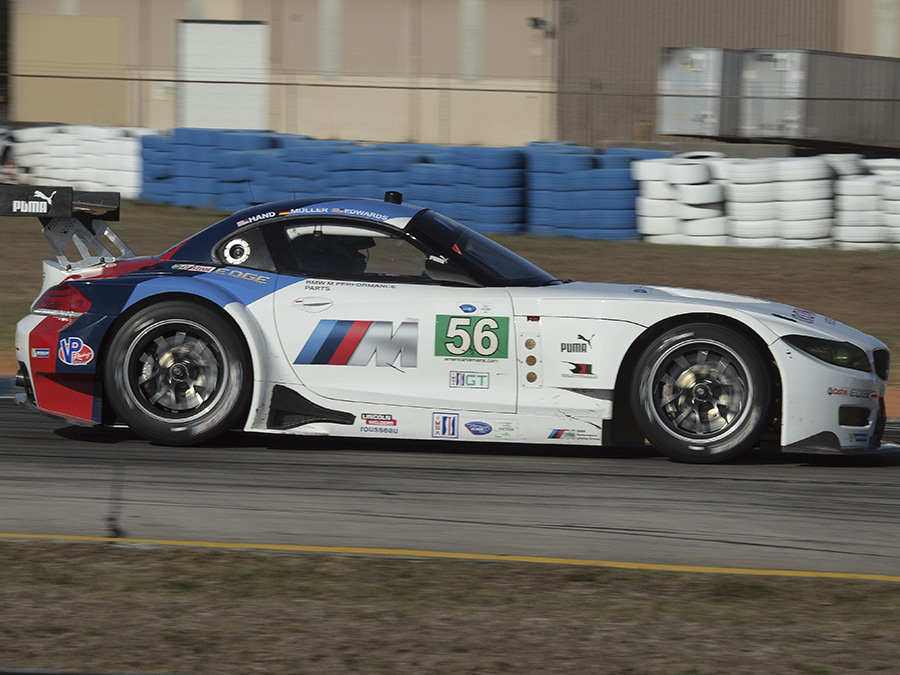
BMW Z4

De 1995 à 1998, BMW motorise la McLaren F1 GTR, laquelle remporte à la surprise générale les 24 Heures du Mans 1995 avec son moteur V12 de 6,1 L. En 1998, BMW se lance officiellement avec la BMW V12 LM mais cette première édition est un échec avec un abandon précoce des deux voitures. En 1999, BMW remporte l'épreuve puis retourne en Formule 1 en 2000 avec la motorisation des Williams.
En 2000, BMW Motorsport poursuit son engagement en ALMS avec deux BMW V12 LMR officielles. Audi Sport North America domine largement le championnat et BMW, qui ne défend pas son titre au Mans, termine second du championnat.
Depuis 2009, Rahal Letterman Lanigan Racing utilise la BMW M3 E92 en catégorie GT2 de l'ALMS. L'équipe termine troisième derrière le Flying Lezard Motorsport et le Risi Competizione. En 2010, l'équipe engage deux BMW M3 GT2 et remporte sa catégorie tandis que BMW Motorsport engage deux BMW M3 GT2 au Mans, sans grand résultat (19e au général et abandon).
En 2011, BMW est toujours inscrit en ALMS via RLL, et conserve son titre acquis en 2010. Au Mans 2011, BMW Motorsport engage deux voitures en LMGTE
Pro et terminera troisième de sa catégorie.
En 2012, Rahal Letterman Lanigan Racing termine second du championnat ALMS (derrière le Corvette Racing). L'année suivante, l'écurie engage des BMW Z4 et termine à nouveau second derrière le Corvette Racing. En 2014, l'équipe termine cinquième du championnat TUSC qui succède à l'ALMS.
En 2016, la direction de BMW Motorsport annonce le retour de la marque dans le Championnat du monde d’endurance pour la saison 2018-2019, dans la catégorie GTE.
Le retour se fait avec la nouvelle BMW M8 GTE présentée au Salon de Francfort 2017.

### Voiture de tourisme

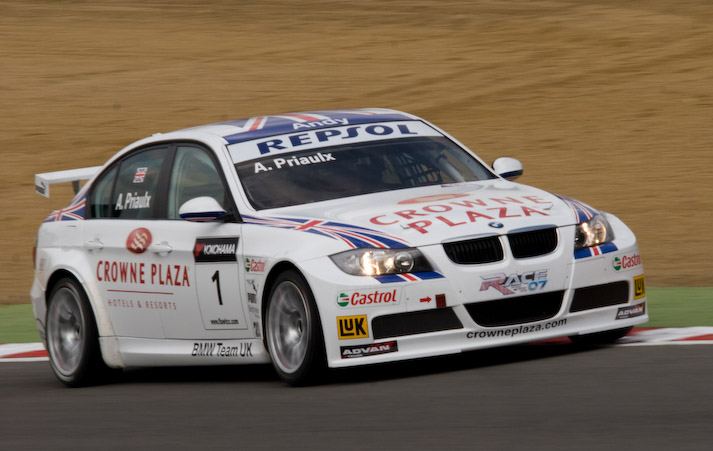
Andy Priaulx sur BMW 320si à Brands Hatch en 2008

En 2005, BMW se lance dans le nouveau championnat du monde des voitures de tourisme (WTCC). Le Britannique Andy Priaulx remporte les trois premiers titres, avec une 320i en 2005 puis avec la 320si en 2006 et 2007.
En 2008 et 2009, BMW est battu par Seat. En 2010, BMW, resté dans la discipline avec deux voitures contre cinq auparavant, termine troisième du championnat derrière Chevrolet et Seat.
Dès 2012, BMW s'engage dans le DTM (Championnat d'Allemagne des voitures de tourisme). La marque remporte la compétition en 2012, 2013 et 2015.

### Concept car
- BMW Concept XM

## Résultats en championnat du monde de Formule 1
| Saison | Écurie                      | Châssis             | Moteur           | Pneus       | Pilotes                                        | Grands Prix disputés | Points inscrits | Classement |
| ------ | --------------------------- | ------------------- | ---------------- | ----------- | ---------------------------------------------- | -------------------- | --------------- | ---------- |
| 1967   | Bayerische Motoren Werke AG | Lola T100           | BMW M10V 2.0 L4  | Dunlop      | Hubert Hahne                                   | 1                    | 0               | -          |
| 1968   | Bayerische Motoren Werke AG | Lola T100 Lola T102 | BMW M12/1 1.6 L4 | Dunlop      | Hubert Hahne                                   | 1                    | 0               | -          |
| 1969   | Bayerische Motoren Werke AG | BMW 269             | BMW M12/1 1.6 L4 | Dunlop      | Hubert Hahne Gerhard Mitter Dieter Quester     | 1                    | 0               | -          |
| 2006   | BMW Sauber F1 Team          | BMW Sauber F1.06    | V8 BMW           | Michelin    | Nick Heidfeld Jacques Villeneuve Robert Kubica | 18                   | 36              | 5e         |
| 2007   | BMW Sauber F1 Team          | BMW Sauber F1.07    | V8 BMW           | Bridgestone | Nick Heidfeld Robert Kubica Sebastian Vettel   | 17                   | 101             | 2e         |
| 2008   | BMW Sauber F1 Team          | BMW Sauber F1.08    | V8 BMW           | Bridgestone | Nick Heidfeld Robert Kubica                    | 18                   | 135             | 3e         |
| 2009   | BMW Sauber F1 Team          | BMW Sauber F1.09    | V8 BMW           | Bridgestone | Nick Heidfeld Robert Kubica                    | 17                   | 36              | 6e         |

| Saison | Écurie         | Châssis      | Moteur | Pneus     | Pilotes        | Grands Prix disputés |
| ------ | -------------- | ------------ | ------ | --------- | -------------- | -------------------- |
| 1952   | Marcel Balsa   | Special      | BMW    | Englebert | Marcel Balsa   | 1                    |
| 1952   | Ernst Klodwig  | BMW Heck     | BMW    | Dunlop    | Ernst Klodwig  | 1                    |
| 1952   | Günther Bechem | BMW Eigenbau | BMW    | Dunlop    | Günther Bechem | 1                    |
| 1952   | Paul Greifzu   | BMW Greifzu  | BMW    | Dunlop    | Rudolf Krause  | 1                    |
| 1953   | Ernst Klodwig  | BMW Heck     | BMW    | Dunlop    | Ernst Klodwig  | 1                    |
| 1953   | Paul Greifzu   | BMW Greifzu  | BMW    | Dunlop    | Rudolf Krause  | 1                    |

## Résultats aux 24 Heures du Mans
| Année | Écurie                                 | Châssis          | Moteur                      | Pneus    | Catégorie | N° | Pilotes                                              | Classement |
| ----- | -------------------------------------- | ---------------- | --------------------------- | -------- | --------- | -- | ---------------------------------------------------- | ---------- |
| 1996  | Team Bigazzi SRL Team BMW Motorsport   | McLaren F1 GTR   | BMW S70 6.0L V12            | Michelin | GT1       | 38 | Jacques Laffite Steve Soper Marc Duez                | 11e        |
| 1996  | Team Bigazzi SRL Team BMW Motorsport   | McLaren F1 GTR   | BMW S70 6.0L V12            | Michelin | GT1       | 39 | Nelson Piquet Johnny Cecotto Danny Sullivan          | 8e         |
| 1997  | Team BMW Motorsport BMW Team Schnitzer | McLaren F1 GTR   | BMW S70 6.0L V12            | Michelin | GT1       | 42 | JJ Lehto Steve Soper Nelson Piquet                   | Abd.       |
| 1997  | Team BMW Motorsport BMW Team Schnitzer | McLaren F1 GTR   | BMW S70 6.0L V12            | Michelin | GT1       | 43 | Peter Kox Roberto Ravaglia Eric Hélary               | 3e         |
| 1998  | Team BMW Motorsport                    | BMW V12 LM       | BMW S70 6.0L V12            | Michelin | LMP1      | 1  | Hans Joachim Stuck Steve Soper Tom Kristensen        | Abd.       |
| 1998  | Team BMW Motorsport                    | BMW V12 LM       | BMW S70 6.0L V12            | Michelin | LMP1      | 2  | Pierluigi Martini Joachim Winkelhock Johnny Cecotto  | Abd.       |
| 1999  | BMW Motorsport                         | BMW V12 LMR      | BMW S70 6.0L V12            | Michelin | LMP       | 15 | Joachim Winkelhock Pierluigi Martini Yannick Dalmas  | Vainqueur  |
| 1999  | BMW Motorsport                         | BMW V12 LMR      | BMW S70 6.0L V12            | Michelin | LMP       | 17 | Tom Kristensen JJ Lehto Jörg Müller                  | Abd.       |
| 2010  | BMW Motorsport                         | BMW M3 GT2 (E92) | BMW 4.0 L V8                | Dunlop   | LMGT2     | 78 | Jörg Müller Augusto Farfus Uwe Alzen                 | 19e        |
| 2010  | BMW Motorsport                         | BMW M3 GT2 (E92) | BMW 4.0 L V8                | Dunlop   | LMGT2     | 79 | Andy Priaulx Dirk Müller Dirk Werner                 | Abd.       |
| 2011  | BMW Motorsport                         | BMW M3 GT2 (E92) | BMW 4.0 L V8                | Dunlop   | GTE Pro   | 55 | Augusto Farfus Jörg Müller Dirk Werner               | Abd.       |
| 2011  | BMW Motorsport                         | BMW M3 GT2 (E92) | BMW 4.0 L V8                | Dunlop   | GTE Pro   | 56 | Andy Priaulx Dirk Müller Joey Hand                   | 15e        |
| 2018  | BMW Team MTEK                          | BMW M8 GTE       | BMW S63 4.0 L Turbo V8      | Michelin | GTE Pro   | 81 | Nicky Catsburg Martin Tomczyk Philipp Eng            | 33e        |
| 2018  | BMW Team MTEK                          | BMW M8 GTE       | BMW S63 4.0 L Turbo V8      | Michelin | GTE Pro   | 82 | António Félix da Costa Alexander Sims Augusto Farfus | Abd.       |
| 2019  | BMW Team MTEK                          | BMW M8 GTE       | BMW S63 4.0 L Turbo V8      | Michelin | GTE Pro   | 81 | Nicky Catsburg Martin Tomczyk Philipp Eng            | 47e        |
| 2019  | BMW Team MTEK                          | BMW M8 GTE       | BMW S63 4.0 L Turbo V8      | Michelin | GTE Pro   | 82 | António Félix da Costa Jesse Krohn Augusto Farfus    | 30e        |
| 2024  | BMW M Team WRT                         | BMW M Hybrid V8  | BMW P66/3 4.0 L Bi-Turbo V8 | Michelin | Hypercar  | 15 | Dries Vanthoor Raffaele Marciello Marco Wittmann     | Abd.       |
| 2024  | BMW M Team WRT                         | BMW M Hybrid V8  | BMW P66/3 4.0 L Bi-Turbo V8 | Michelin | Hypercar  | 20 | Sheldon van der Linde René Rast Robin Frijns         | Nc.        |

## Moteurs de Formule 1

### BMW 328 (1952, 1953 et 1954)
- 4 cylindres en ligne.
- Cylindrée : 2 000 cm3
- Ecuries équipées :
  - BMW : 1952, 1953
  - Alex von Falkenhausen Motorenbau : 1952, 1953
  - Frazer Nash : 1952, 1953
  - Klenk : 1954

### BMW M10V (1967)
- 4 cylindres en ligne.
- Cylindrée : 1 600 cm3.
- Ecurie équipée : Lola Cars

### BMW M10 (1968)
- 4 cylindres en ligne.
- Cylindrée: 2 000 cm3.
- Ecurie équipée : Lola Cars

### BMW M12/13 Turbo C (1982 à 1987)

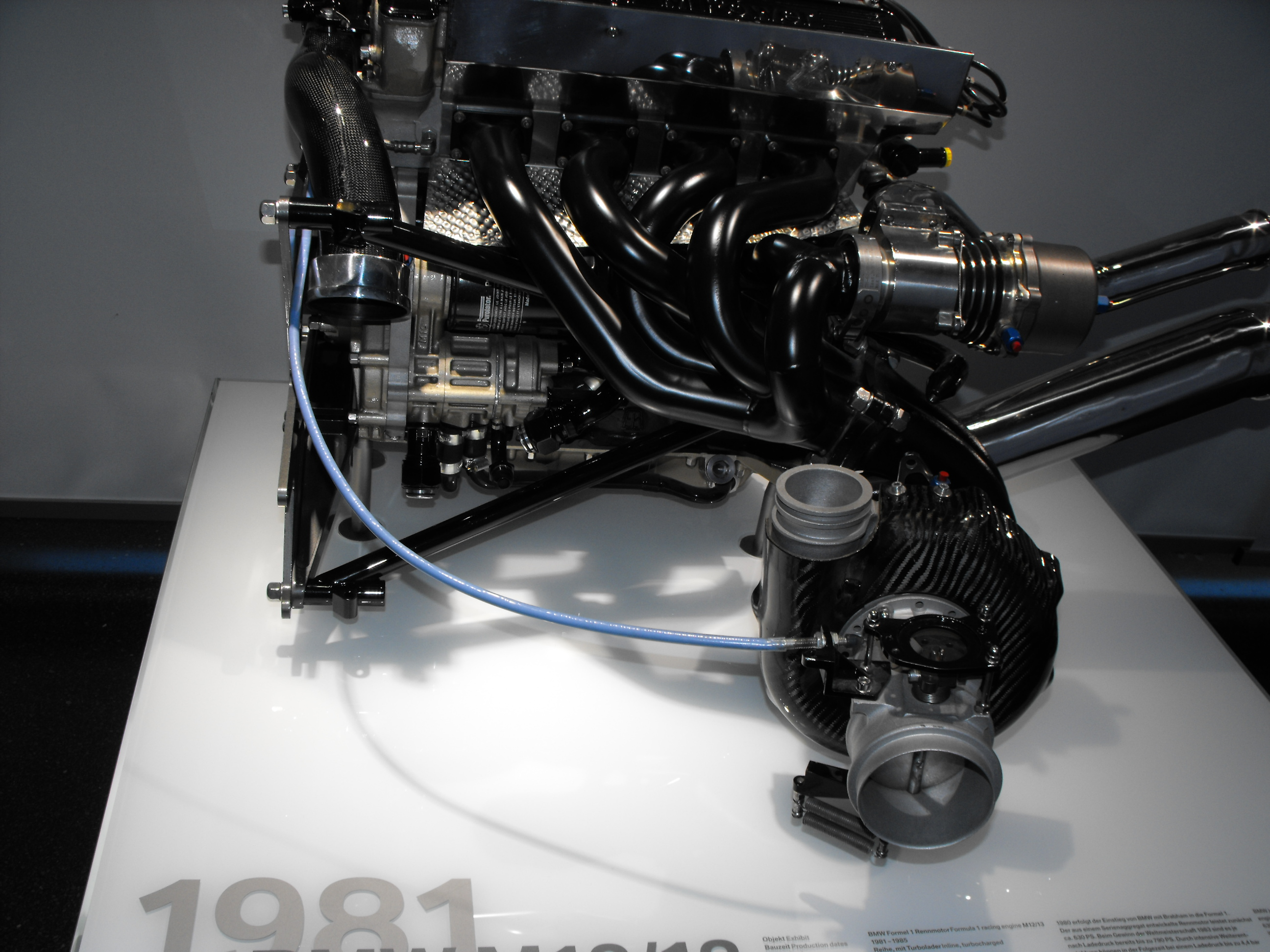
bloc M12/13 Turbo C

- 4 cylindres en ligne turbocompressé.
- Cylindrée : 1 500 cm3.
- Régime maximal : 10 500 tr/min.
- Puissance maximale : 557 ch en 1981, 640 ch, 770 ch en 1984 puis 850 ch en 1985.
- Ecuries équipées : 
  - Brabham : 1982 à 1987.
  - Auto Technisches Spezialzubehör : 1983, 1984.
  - Arrows : 1984 à 1986 puis en 1987 et 1988 sous le nom Megatron
  - Benetton Formula : 1986.

### BMW E41-4 (2000)
- 10 cylindres en V à 72°.
- Cylindrée : 2 998 cm3.
- Poids : 130 kg.
- Régime maximal : 17 200 tr/min.
- Puissance maximale : 800 ch.
- Ecurie équipée : Williams F1 Team

### BMW P80 (2001)
- 10 cylindres en V à 90°.
- Cylindrée : 2 998 cm3.
- Poids : 98 kg.
- Régime maximal : 17 200 tr/min.
- Puissance maximale : 850 ch.
- Ecurie équipée : Williams F1 Team

### BMW P82 (2002)
- 10 cylindres en V à 90°.
- Cylindrée : 2 998 cm3.
- Régime maximal : 18 700 tr/min.
- Puissance maximale : 865 ch.
- Ecurie équipée : Williams F1 Team

### BMW P83 (2003)
- 10 cylindres en V à 90°.
- Cylindrée : 2 998 cm3.
- Régime maximal : 19 000 tr/min.
- Puissance maximale : 870 ch.
- Ecurie équipée : Williams F1 Team

### BMW P84 (2004)

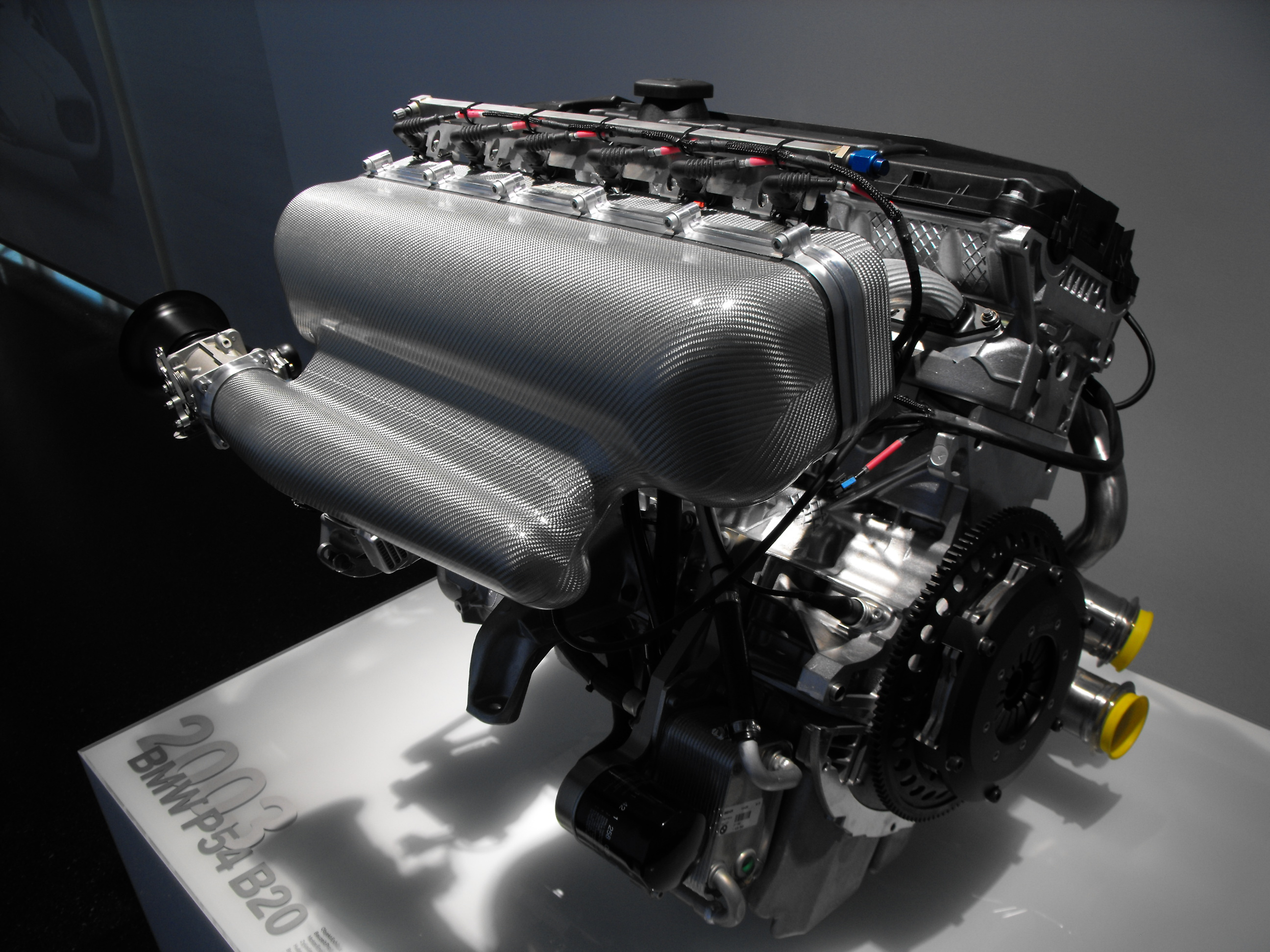
moteur BMW P54 B20 de 2005 (6 cylindres en ligne 1990 cm3)

- 10 cylindres en V à 90°.
- Cylindrée : 2 998 cm3.
- Régime maximal : 19 000 tr/min.
- Poids : 89 kg
- Puissance maximale : 900 ch.
- Ecurie équipée : Williams F1 Team

### BMW P84-5 (2005)

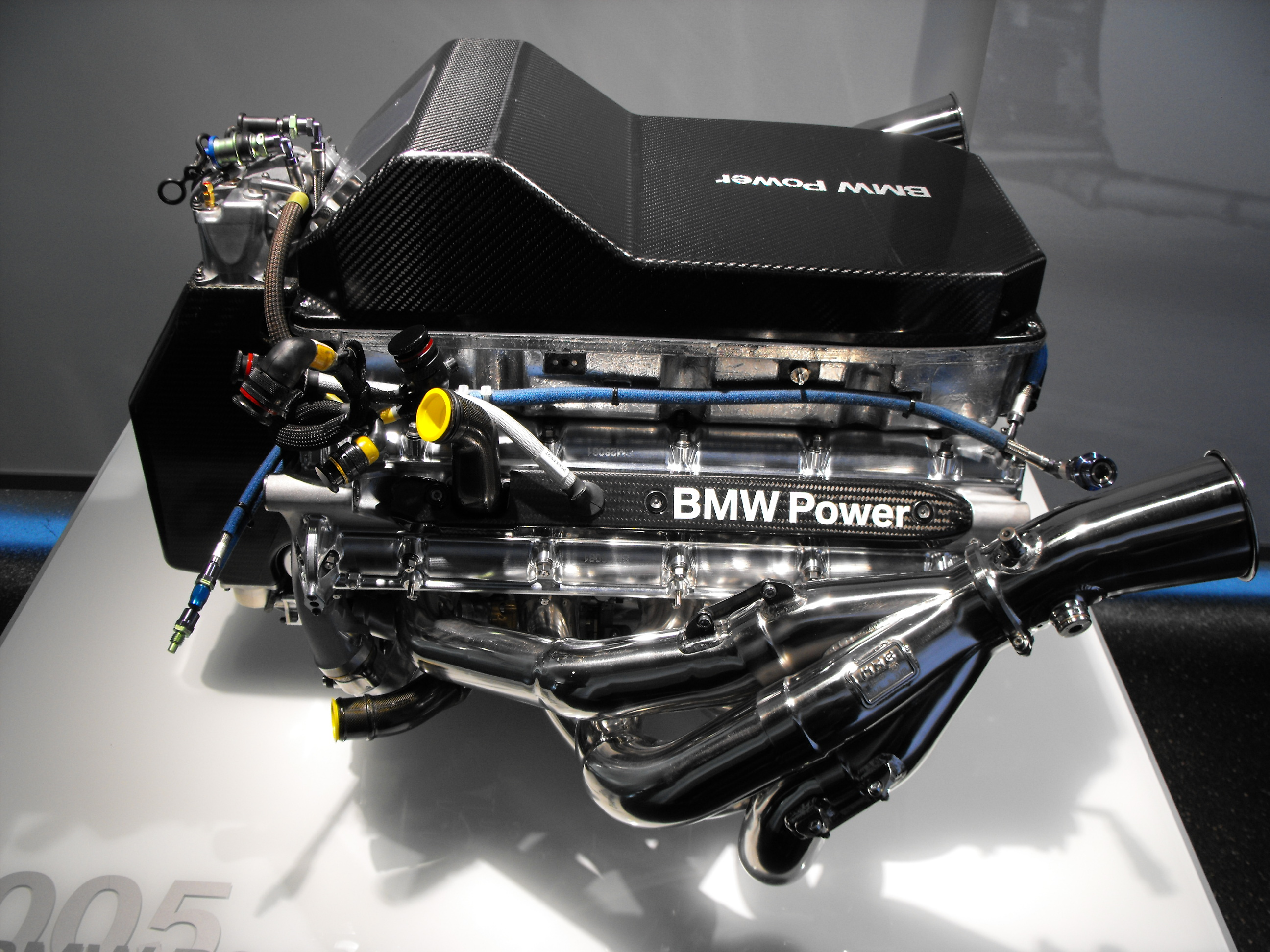
bloc P84-5

- 10 cylindres en V à 90°.
- Cylindrée : 2 998 cm3.
- Régime maximal : 19 000 tr/min.
- Puissance maximale : 950 ch.
- Ecurie équipée : Williams F1 Team

### BMW P86 (2006)
- 8 cylindres en V à 90°.
- Cylindrée : 2 400 cm3.
- Puissance maximale : 760 ch.
- Poids : 95 kg.

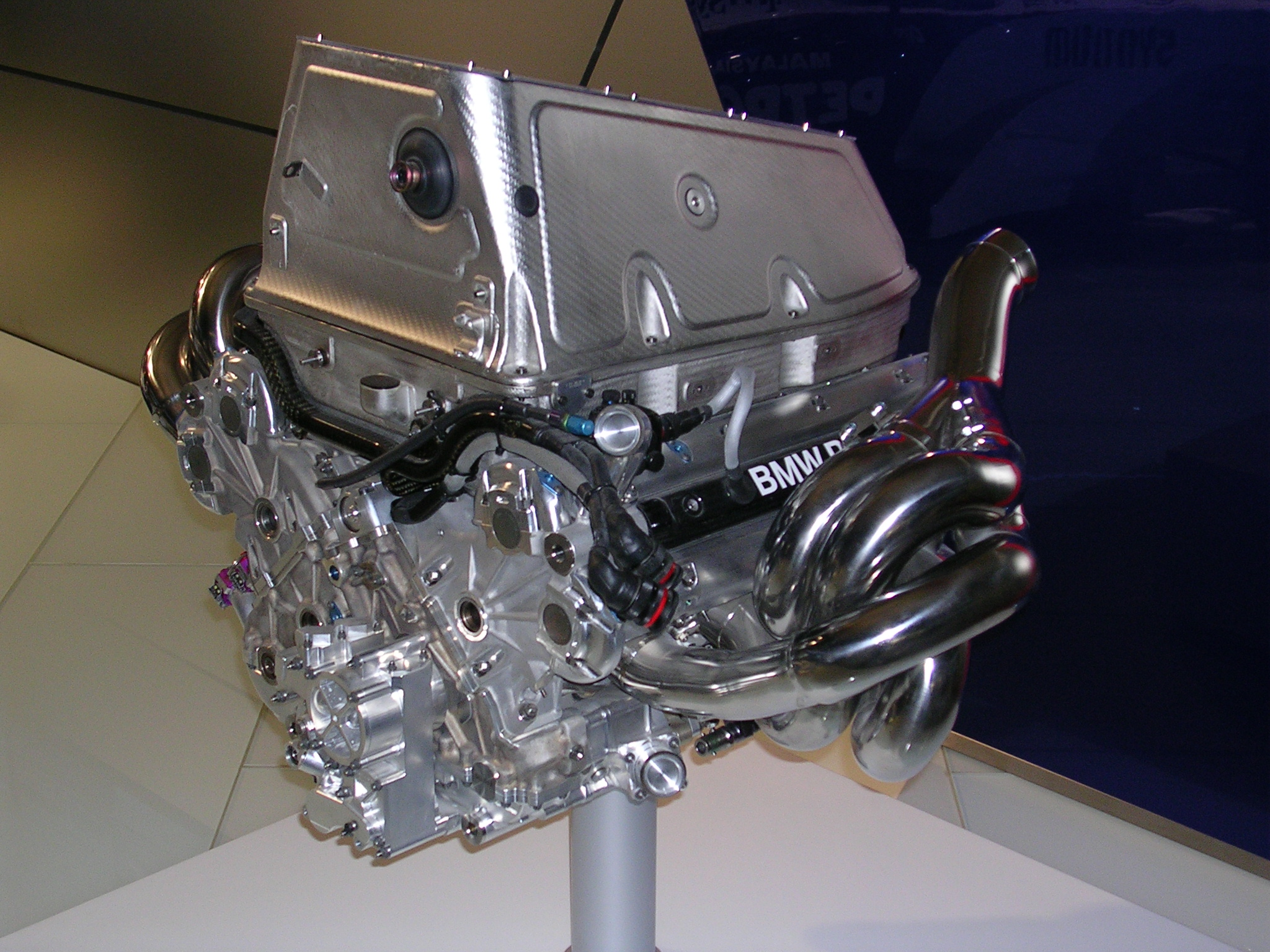
bloc P86

- Ecurie équipée : BMW Sauber F1 Team

### BMW P86-7 (2007)
- 8 cylindres en V à 90°.
- Cylindrée : 2 400 cm3.
- Poids : 95 kg.
- Ecurie équipée : BMW Sauber F1 Team

### BMW P86-8 (2008)
- 8 cylindres en V à 90°.
- Cylindrée : 2 400 cm3.
- Régime maximal : 19 000 tr/min.
- Poids : 95 kg.
- Ecurie équipée : BMW Sauber F1 Team